# Kollumer Oproer
Het Kollumer Oproer was een oproer in Kollum en omstreken tegen het patriotse bewind in de Franse tijd. 
Het rechthuis was op 3 en 4 februari 1797 het toneel van het zogenaamde Kollumer oproer, veroorzaakt door een verzet tegen de dienstplicht en burgerbewapening, op 13 september 1796 ingesteld door het nieuwe bewind. Abele Reitzes, die bij zijn inschrijving in het rechthuis Oranje boven riep, werd op 28 januari 1797 in hechtenis genomen. Dat zorgde voor zoveel opschudding in de regio, dat een grote menigte zich verzamelde om hem te bevrijden. Op de weg naar het rechthuis werden grote vernielingen aan huizen van patriotten aangericht. Volgens de patriotten had de menigte ook het slot van Braak geplunderd. Een kleine eenheid bewapende burgers uit Dokkum, die te hulp was geschoten, wist ternauwernood te ontkomen. 
Door met groot machtsvertoon het oproer in de kiem te smoren en 168 mensen te arresteren, wisten de patriotten de rust weer te laten keren. De aanvoerders Jan Binnes en Salomon Levy werden onthoofd. Binnes op 20 februari 1797 en Levy, die ontkende leiding te hebben gegeven en ondergedoken was, een jaar later op 17 maart 1798. 
Als gevolg van het oproer verloren Abraham Staal en Gerrit Paape hun positie als rechter aan het Hof van Friesland. Daarnaast gaf het provinciaal bestuur van Friesland een decreet waarbij alle wapens van Friese burgers geïnventariseerd en soms ook ingeleverd moesten worden.

## Theater
In 2019 werd in Kollum het openluchtmuziektheaterstuk 'Salomon - Het Kollumer Oproer' opgevoerd, geïnspireerd door deze gebeurtenissen. De regisseur was Steven de Jong, de hoofdrolspelers waren o.a. Syb van der Ploeg en Meriyem Manders en script-schrijver was Dick van den Heuvel.

## Bron

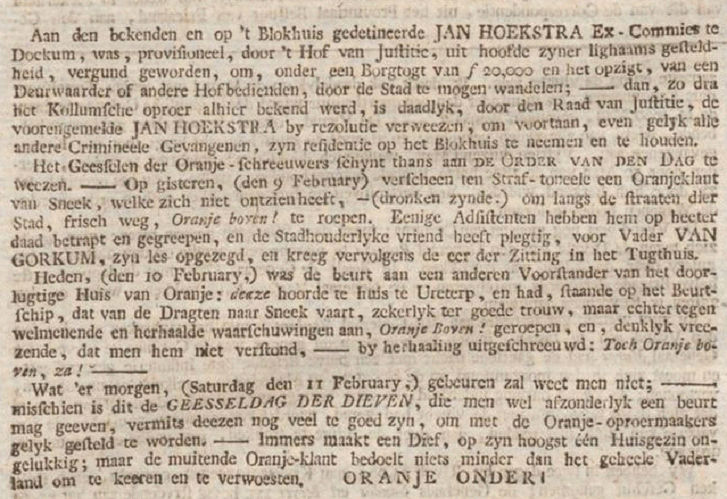
FRIESCHE COURANT, 3, NO 18, 11 FEBRUARI 1797
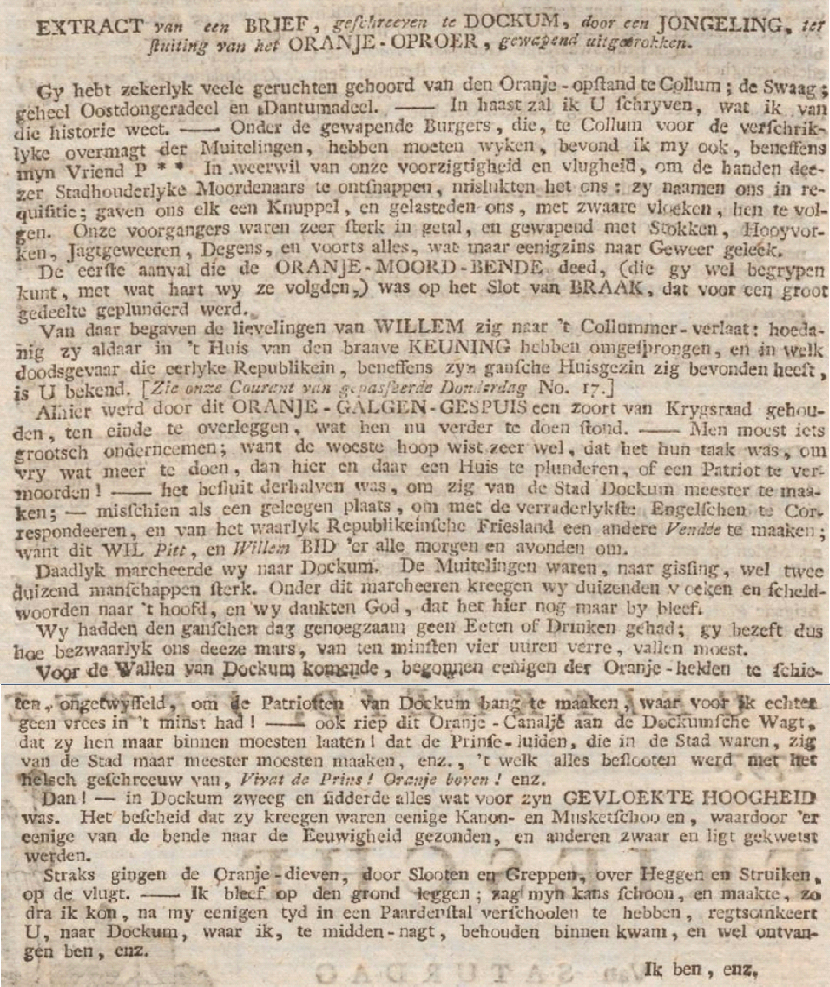
Friesche Courant, 3, no 18, 11 februari 1797
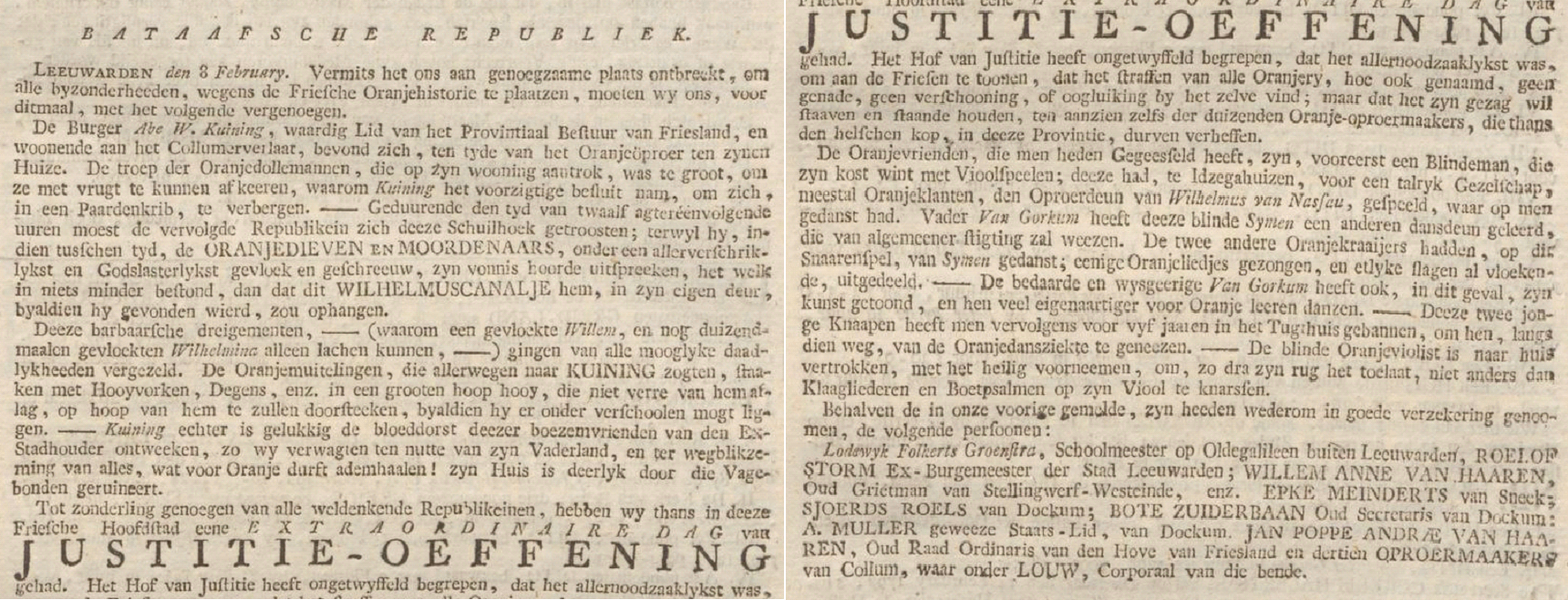
Friesche Courant, 3, no 17, 9 februari 1797
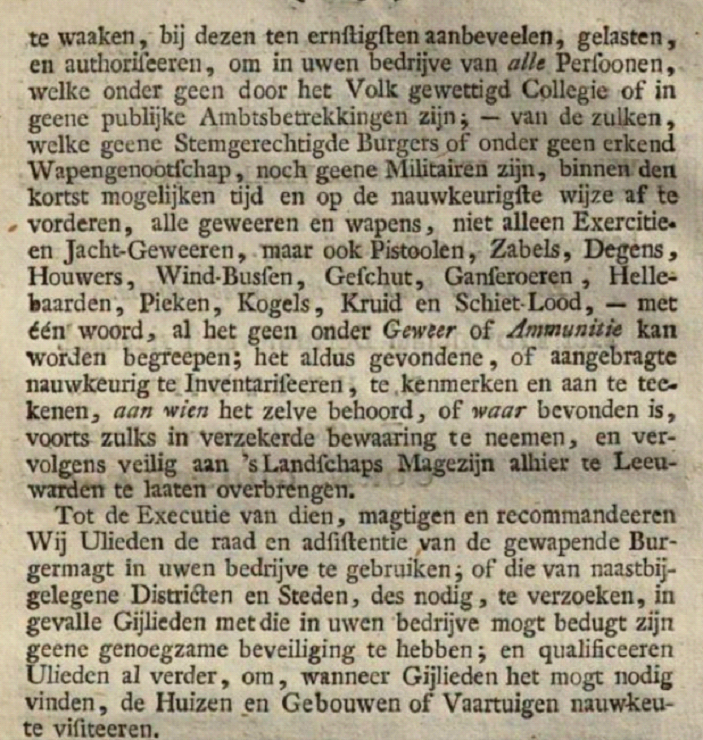
Decreet Provinciaal bestuur 11 februari 1797
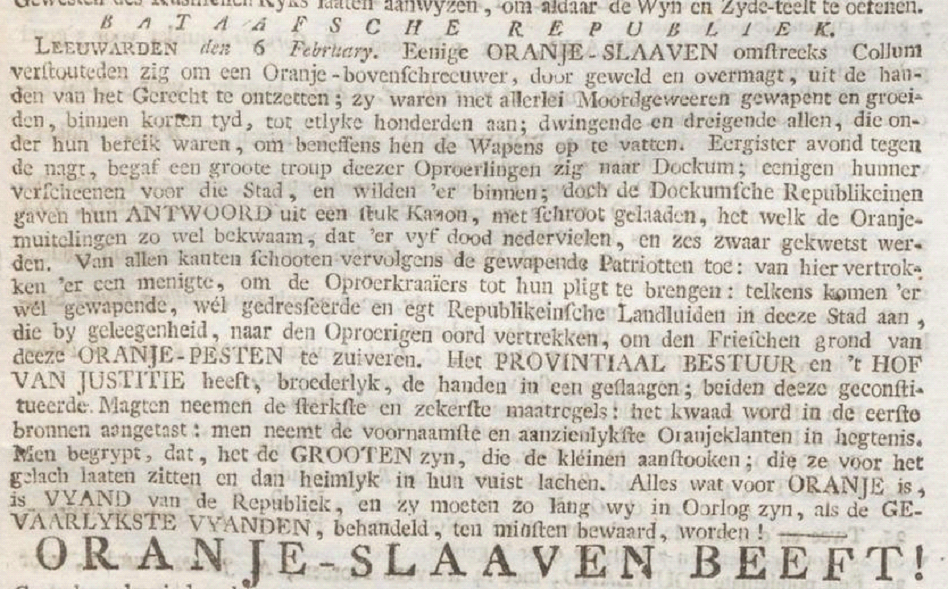
Friesche Courant, 3, no 16, 7 februari 1797

- Streekarchivariaat te Dokkum Salomon Levy * 1759? † 17 maart 1798
- Kuiper, J. (2002) Een revolutie ontrafeld. Politiek in Friesland 1795-1798.
- Veen, B.K. van der (1995) Het Kollumer Oproer van 1797 naar de verhalen van de medespelers.
- Veen, B.K. van der (2000) Fragmenten uit de strafdossiers van het Hof van Friesland, gebruikt als bronnen voor het schrijven van Het Kollumer Oproer van 1797 naar de verhalen van de medespelers.

1. ↑  Streekarchivariaat te Dokkum Salomon Levy * 1759? † 17 maart 1798
2. ↑  "Bataafse Republiek", Friesche Courant, Editie 3, nummer 16, 7 februari 1797.
3. ↑  Van der Veen, B. K. (1994). Het Kollumer oproer van 1797. Van Haren Publishing, 149, 153, 160. ISBN 9789080251113.